# Chaitophorus ramicola
Chaitophorus ramicola är en insektsart som först beskrevs av Carl Julius Bernhard Börner 1949. Enligt Catalogue of Life ingår Chaitophorus ramicola i släktet Chaitophorus och familjen långrörsbladlöss, men enligt Dyntaxa är tillhörigheten istället släktet Chaitophorus och familjen borstbladlöss. Arten är reproducerande i Sverige. Inga underarter finns listade i Catalogue of Life.